# Почесні громадяни Вітебська
Почесний громадянин Вітебська — звання, якого удостоюються особи за великий внесок у розвиток міста Вітебськ, підвищення його авторитету, за вчинення мужніх вчинків на благо міста.

## Історія
Звання установлено 17 червня 1964 року рішенням виконкому Вітебської міської ради в ознаменування 20-ї річниці з дня визволення Вітебська від німецько-фашистських загарбників.
Першими цього звання 26 червня 1964 року були удостоєні Герої Радянського Союзу, учасники визволення Вітебська в 1944 році Ф. Т. Блохін та М. І. Дружинін, керівник партизанського руху М. Ф. Шмирьов, учасниця підпілля і партизанського руху М. І. Маценко.

## Вимоги до кандидатів
Звання «Почесний громадянин» присаоюється за значний внесок у соціально-економічний, науково-технічний і культурний розвиток міста, за конкретні високі досягнення у професійній, громадській та благодійної діяльності та інші заслуги перед містом Вітебськ.
Звання «Почесний громадянин» може бути присвоєно як громадянам Білорусі, мешканцям Вітебська, так і особам, що проживають за його межами та громадянам іноземних держав.

## Процедура присудження
Клопотання про представлення кандидата на присвоєння звання «Почесний громадянин» подається за його згоди з ініціативи організації, узгоджується з відповідною адміністрацією району міста Вітебська і направляється у Вітебський міський виконавчий комітет і Вітебську міську раду. Клопотання має містити біографічні відомості і опис його конкретних досягнень і заслуг.
Звання присвоюється рішенням спільного засідання президії міської Ради і міськвиконкому.

## Нагорода
Особам, удостоєним звання, вручається посвідчення та стрічка з написом «Почесний громадянин». Також лауреатам за рахунок коштів міського бюджету виплачується одноразова грошова винагорода в розмірі 20 базових величин.

## Пільги
Почесним громадянинам, за рахунок коштів міського бюджету додатково надаються такі пільги:
1. Особам, що постійно проживають у Вітебську щомісячно виплачується грошова винагорода в розмірі чотирьох базових величин;
2. Особам, що не проживають у Вітебську та прибули в місто на запрошення міськвиконкому один раз на рік надається безкоштовне проживання в готелях Вітебська протягом п'яти днів і безкоштовний проїзд до міста і назад до місця проживання.
3. Почесні громадяни, як правило, запрошуються на заходи, присвячені державним святам, Дню міста Вітебськ та іншим важливим подіям.
4. Витрати, пов'язані з похованням «Почесного громадянина», здійснюються за рахунок коштів міського бюджету з розрахунку 30 базових величин.
5. За рішенням міськвиконкому на могилі померлого «Почесного громадянина» встановлюється надмогильний пам'ятник з огорожею за рахунок коштів міського бюджету в сумі витрат не більше 150 базових величин.
6. З метою увічнення пам'яті померлих «Почесних громадян» їх іменами можуть бути названі вулиці міста Вітебськ.

## Позбавлення звання
Особа, удостоєна звання «Почесний громадянин», може бути позбавлена цього звання у зв'язку з обвинувальним вироком суду в його відношенні, що набрав законної сили.
Клопотання про позбавлення звання «Почесний громадянин» вноситься міськвиконкомом або на вимогу однієї третини депутатів від числа обраних депутатів міської Ради.
Рішення про позбавлення звання «Почесний громадянин» приймається на спільному засіданні міськвиконкому та президії міської Ради.

## Список почесних громадян Вітебська

### 26.06.1964
- Блохін Федір Тимофійович — командир саперного взводу 875-го стрілецького полку 158-ї стрілецької дивізії 39-ї армії 3-го Білоруського фронту, учасник боїв за визволення Вітебська в 1944, Герой Радянського Союзу.
- Дружинін Михайло Іванович — комсорг батальйону 61-го гвардійського стрілецького полку 19-ї гвардійської стрілецької дивізії 39-ї армії 3-го Білоруського фронту, учасник боїв за визволення Вітебська в 1944, Герой Радянського Союзу.
- Маценко Марія Іллівна — учасниця вітебського підпілля і партизанського руху. У 1930–1967 рр. працювала на фабриці «Прапор індустріалізації». Герой Соціалістичної праці (1960).
- Шмирьов Минай Пилипович — один з видатних організаторів партизанського руху в Білорусі під час Німецько-радянської війни, командир партизанського загону і Першої Білоруської партизанської бригади (партизанський псевдонім «Батька Минай»), Герой Радянського Союзу.

### 21.10.1967
- Бірюлін Михайло Федорович — один із засновників партизанського руху на Вітебщині.
- Макаров Микола Акимович — учасник Німецько-радянської війни, Герой Соціалістичної Праці.
- Михайлов Микола Михайлович — учасник відновлення Вітебського залізничного вузла після Німецько-радянської війни.
- Пескіна Сарра-Тауба Давидівна — учасниця Громадянської війни, відновлення Вітебська після Німецько-радянської війни.
- Солохо Аким Нестерович — учасник Першої світової і громадянської воєн, підпільник в роки Німецько-радянської війни, заслужений вчитель БРСР

### 11.11.1969
- Сергейчик Тимофій Миколайович — білоруський радянський актор. Народний артист БРСР.

### 21.09.1972
- Дмитрієв Вікентій Дмитрович — заслужений тренер СРСР, заслужений вчитель БРСР.

### 28.03.1974
- Райцев Данило Федотович — один з організаторів партизанського руху, заслужений меліоратор БРСР.

### 30.05.1974
- Бєлобородов Опанас Павлантійович — командувач сорок 43-ю армією, яка звільнила Вітебськ від німецьких окупантів, яка брала участь у штурмі Кенігсберга, генерал армії, двічі Герой Радянського Союзу.
- Людников Іван Ілліч — командувач 39-ю армією, що звільняла Вітебськ від фашистських окупантів у 1944 році, генерал армії.

### 11.03.1975
- Петров Дмитро Іванович — заслужений працівник промисловості БРСР, директор килимового комбінату.

### 04.06.1975
- Терешкова Валентина Володимирівна — радянський космонавт, перша жінка-космонавт Землі, Герой Радянського Союзу, генерал-майор.

### 28.02.1976
- Зенькова Єфросинія Савеліївна — Герой Радянського Союзу, підпільниця, секретар Обольскої підпільної комсомольської організації «Юні месники».

### 28.07.1977
- Зайцев Микола Федотович — генерал-майор авіації, учасник Німецько-радянської війни.

### 13.10.1977
- Богомазов Григорій Іванович — учасник Німецько-радянської війни, заступник командира ескадрильї 158-го винищувального авіаційного полку 7-го винищувального авіаційного корпусу Військ протиповітряної оборони (ППО) країни, Герой Радянського Союзу.
- Голубкова Анна Артемівна — працівниця фабрики «Червоний Жовтень», Герой Соціалістичної Праці.
- Климков Петро Дмитрович — учасник Німецько-радянської війни, Герой Соціалістичної Праці.
- Соболєв Іван Павлович — учасник Німецько-радянської війни, командир 19-го окремого моторизованого понтонно-мостового батальйону 7-ї гвардійської армії Степового фронту, підполковник, Герой Радянського Союзу.

### 10.05.1978
- Цвєтков Микола Леонідович — Герой Соціалістичної Праці, учасник Німецько-радянської війни.

### 25.08.1983
- Медведський Микола Михайлович — заслужений будівельник БРСР, учасник відродження Вітебська після Німецько-радянської війни.

### 16.05.1985
- Ковтунов Георгій Микитович — командир 138-го гвардійського артилерійського полку 67-ї гвардійської Вітебської стрілецької дивізії 6-ї гвардійської армії 1-го Прибалтійського фронту, генерал-лейтенант артилерії, Герой Радянського Союзу.
- Титов Михайло Севастьянович — Герой Соціалістичної Праці, заслужений працівник промисловості БРСР.
- Філіпенко Леонід Миколайович — учасник Німецько-радянської війни, Герой Радянського Союзу.

### 31.08.1987
- Овечкін Олександр Петрович — Герой Соціалістичної Праці, заслужений працівник промисловості БРСР

### 21.04.1988
- Димитров Добрин Дмитрович — Учасник партизанського руху на Вітебщині, генерал-лейтенант

### 26.10.1988
- Кондратенко Валерій Георгійович — тренер з боксу, Заслужений тренер Республіки Білорусь (1977). Майстер спорту СРСР (1969). Виховав Олімпійського чемпіона В'ячеслава Яновського.
- Яновський В'ячеслав Євгенович — радянський і білоруський боксер, єдиний радянський боксер — олімпійський чемпіон ігор в Сеулі 1988 року. Заслужений майстер спорту СРСР.

### 13.02.1989
- Конопелько Зінаїда Гнатівна — Народна артистка БРСР, артистка театру ім. Я. Коласа.

### 26.05.1994
- Богданов Володимир Андрійович — учасник Німецько-радянської війни, колишній голова Вітебського міськвиконкому.
- Кондратенко Петро Єгорович — учасник Німецько-радянської війни, Герой Радянського Союзу.
- Щетина Петро Савелійович — учасник Німецько-радянської війни.

### 14.07.1994
- Шмаков Федір Іванович — Народний артист СРСР і Республіки Білорусь, артист театру ім. Я. Коласа.
- Міхневич Георгій Олексійович — головний інженер Вітебських теплових мереж РУП «Вітебськенерго».

### 04.05.1995
- Кулагіна Віра Семенівна — учасник Німецько-радянської війни, керівник групи партійно-патріотичного підпілля.
- Сакмаркін Микола Олександрович — учасник Німецько-радянської війни, командир партизанської бригади ім. Леніна.
- Чуманіхіна Марія Яківна — директор підприємства «Доломіт».
- Шабашов Сергій Михайлович — учасник Німецько-радянської війни, перший секретар обкому КПБ.

### 05.01.1996
- Швальбо Володимир Ілліч — Заслужений тренер БРСР, старший тренер відділення стрибків на батуті СДЮШОР № 2.

### 19.12.1997
- Антонов Гнат Петрович — академік Національної академії наук Республіки Білорусь, директор Білоруського науково-дослідного інституту неврології, нейрохірургії та фізіотерапії.

### 06.01.1999
- Сачек Михайло Григорович — доктор медичних наук, ректор Вітебського медичного інституту, завідувач кафедри госпітальної хірургії з курсом урології та курсом дитячої хірургії.

### 21.04.1999
- Міхельсон Валентин Васильович — перший секретар Вітебського міськкому КПБ.

### 30.01.2001
- Федорчук Микола Олексійович — голова Вітебського міськвиконкому в 1985–1993 рр.

### 11.10.2001
- Богатирьов Анатолій Васильович — Народний артист БРСР, завідувач кафедри композиції Білоруської академії музики, професор.

### 12.09.2003
- Алфьоров Жорес Іванович — радянський і російський фізик, лауреат Нобелівської премії з фізики 2000 за розробку напівпровідникових гетероструктур та створення швидких опто- та мікроелектронних компонентів, академік РАН.

### 10.08.2007
- Дроздов Петро Вікторович — голова Вітебського міськвиконкому в 2003–2009 рр.

### 22.06.2011
- Басс Родіон Мойсейович — генеральний директор державної установи «Центр культури „Вітебськ“», директор Дирекції Міжнародного фестивалю мистецтв «Слов'янський базар у Вітебську».
- Тулінова Ніна Володимирівна — головний редактор комунального інформаційного унітарного підприємства "Редакція вітебських міських газет «Вітьбичі» і «Вечірній Вітебськ».